# Ein Toter hing im Netz
Ein Toter hing im Netz ist ein deutscher Horrorfilm aus dem Jahre 1960 von Fritz Böttger. In der Hauptrolle ist der Amerikaner Alex D’Arcy als ein von einer mutierten Riesenspinne gebissener Revuemanager zu sehen.

## Handlung
Showmanager Gary Webster sucht für eine Revue in Singapur noch mehrere Tänzerinnen. Gemeinsam mit Mike Webster und Garys Assistentin Georgia begutachtet er eine Reihe von Anwärterinnen für die zu vergebenden Jobs. Rasch zeigt sich, dass für Webster weniger die Tanzqualitäten zählen als die körperliche Ausstattung der jungen Damen, allen voran deren Beine. Besonders abgebrüht und tough erscheint die dralle Blondine Babs, die nach nur einer Drehung augenblicklich verpflichtet wird, während die ausgezeichnete Balletttänzerin Caroline, die ihr Können präsentiert, als nicht geeignet erscheint und eine Ablehnung erfährt. Die brünette Linda wiederum, die sich gleich vor Gary ihres Kleides entledigt, muss nicht einmal tanzen, um sofort engagiert zu werden.
Kaum in der Maschine, kommt es während des Fluges hoch über dem Ozean zu technischen Schwierigkeiten, und der Flieger stürzt ins Meer. Webster, Georgia und die sieben Mädchen können sich mit einem Schlauchboot auf eine Tropeninsel retten. Man erkundet das abgelegene Eiland und stößt recht bald auf eine Hütte im Dschungel. Als die Mädchen die Tür öffnen, stößt eine von ihnen einen spitzen Schrei aus. Inmitten des Raumes ist ein riesiges Spinnennetz gespannt, in dem ein toter Mann festhängt. Gary findet das Tagebuch des Toten, eines Forschers namens Prof. Green. Immer wieder schreibt dieser von einem Zischen, das er gehört habe. Der Inselalltag führt dazu, dass sich bald einige der Mädchen heftig anzicken; eines Tages kommt es wegen einer Lappalie sogar zu einer handfesten Keilerei zweier Tänzerinnen. In einer tropenheißen Nacht versucht Linda schließlich, Gary, den Hahn im Korb, zu verführen. Als Georgia ihn beim Techtelmechtel mit Linda erwischt, gibt sie ihr zwei Ohrfeigen, während sich Gary mit der Pistole des Professors im Hosenbund auf nächtliche Streiftour durch den Inseldschungel begibt. Inzwischen zieht mit Donnergrollen ein Gewitter auf.
Ein vibrierendes Dauergeräusch in seiner Nähe ist das Zeichen dafür, dass sich im Dschungeldickicht ein gefährlicher Gegner Gary nähert. Es handelt sich um eine riesenhafte Spinne, die Gary just in dem Moment von hinten anfällt und in den Hals beißt, als er mit dem Rücken zu einem toten Baumstumpf steht, in dessen Aushöhlung sich der Achtbeiner versteckt hält. Zwar kann sich Gary der Monsterspinne entledigen und sie mit mehreren Schüssen töten, doch das Spinnengift lässt ihn unter Schmerzen sehr schnell in eine monströse, werwolfähnliche Gestalt mit drei spitzen Zähnen und hässlichen Krallen verwandeln. Als Gary nicht zurückkehrt, machen sich mehrere der Mädchen auf die Suche nach ihm. Am nächsten Morgen finden die Tänzerinnen ihre Kollegin Linda in einem Tümpel liegend. Sie ist tot, erwürgt vom mutierten Spinnenmenschen Gary.
Zwei der Mädchen versuchen mit Feuer und Rauchsignalen ein vorbeifahrendes Schiff auf sich aufmerksam zu machen, haben damit aber keinen Erfolg. In der Zwischenzeit sind zwei weitere Männer mit einem Ruderboot an der Küste gelandet. Der jüngere der beiden, Robby, schaut zunächst genüsslich den Mädchen beim Nacktbaden im Meer zu, geht dann aber selbst ins Wasser und schnappt sich Gladys, als diese in eine kleine Einbuchtung schwimmt. Drei der Frauen entdecken schließlich die Stelle, wo die Spinne Gary attackiert hatte, und finden am Boden, neben dem zerschossenen Spinnenkörper, auch die Pistole des Professors liegen. Beinahe wird eines der sich dort aufhaltenden Mädchen ein weiteres Opfer Garys, der zu diesem Zeitpunkt im selben Baumstumpf hockt, aus dem ihn nachts zuvor die Spinne angefallen hatte. Als sie Joe, den anderen Mann, entlang des Weges gehen sehen, erscheint dieser angesichts der Vorkommnisse der vergangenen Tage, höchst verdächtig. Sie bedrohen ihn mit Prof. Greens (ungeladener) Pistole, bringen ihn zur Hütte und fragen ihn, was er mit Gladys gemacht habe. Schließlich aber kommt ihnen Gladys, Arm in Arm mit Robby, entgegen.
Die im Dienste des Professors stehenden Männer werden von den Mädchen über ihren toten Boss im Netz und die Riesenspinne in Kenntnis gesetzt. Der Professor sei mit Forschungen betraut gewesen, in deren Mittelpunkt Uran stünde, sagen die Männer. Am folgenden Abend feiern alle eine Party mit Musik und Tanz. Es wird heftig geflirtet, vor allem Robby lässt nichts anbrennen und genießt es, der Hahn im Korb zu sein. Nach Gladys ist es bald das blonde Busenwunder Babs, in deren Fänge er sich nur allzu willig begibt. Als Joe ihm deswegen Vorhaltungen macht, kommt es zwischen den beiden Männern zu einer handfesten Prügelei. Anschließend torkelt Robby ins Freie, wo er ein Rendezvous mit Gladys hat. Als Gladys ihn an einem Baum angelehnt sieht, muss sie zu ihrem Entsetzen feststellen, dass er zu Tode gebissen und auch noch stranguliert wurde. Ihr markerschütternder Schrei lässt die in der Hütte Zurückgebliebenen nach draußen eilen und nach ihr suchen. Auf der Flucht vor dem Spinnenmonster klettert Gladys einen Küstenfelsen hoch, verfolgt von dem verwandelten Gary. Als er vor ihr steht, stürzt sie rücklings in die Tiefe.
Wenig später entdeckt Joe den toten Robby, aber auch Gary taucht nun auf. Es kommt zum Zweikampf der beiden, doch der mutierte Gary ist deutlich stärker. Joe rennt zur Hütte zurück, um sich Munition für die ungeladenen Pistole zu besorgen. Doch auch Spinnenmensch Gary trifft ein. Er will sich die gleichfalls anwesende Georgia krallen, lässt aber im letzten Moment von ihr ab, als ihn seine langjährige Vertraute und Freundin direkt beim Namen anspricht. Dann kommt es erneut zum Zweikampf zwischen Gary und Joe. Als das Monster Joe zu würgen beginnt, entzündet Georgia geistesgegenwärtig eine Magnesiumfackel. Das Monster ist von dem hellen Lichtkegel verängstigt und rennt in Panik ins Freie. Die anderen Mädchen kommen hinzu, und jede von ihnen erhält eine Fackel, mit der nun das Spinnenwesen in einer Art Treibjagd gehetzt wird. Verfolgt von seinen Häschern, entkommt Gary in die Sümpfe, wo er aber schließlich im morastigen Untergrund versinkt. Am nächsten Morgen verlassen die Überlebenden mit Joes Versorgungsboot die Insel.

## Produktionsnotizen, Hintergründe, Wissenswertes
Ein Toter hing im Netz ist ein für das frühe deutsche Nachkriegskino äußerst seltenes Beispiel für einen Horrorfilm und wurde gleich im Anschluss an den Gruselfilm Die Nackte und der Satan, ebenfalls aus der Rapid-Film-Produktion, im Bavaria-Atelier München-Geiselgasteig produziert. Das im Oktober/November 1959 auf San Nicola (Italien) gedrehte Schauerstück Ein Toter hing im Netz baut neben Gruselelementen vor allem ganz auf die körperlichen Reize der leicht bekleideten jungen Frauen, die in zahlreichen Szenen ausgiebig gezeigt werden. Für damalige Verhältnisse galten manche dieser Sequenzen als sehr gewagt. Die Uraufführung des Films erfolgte am 16. April 1960.
Für Drehbuchautor Fritz Böttger war dies der dritte und letzte Ausflug zur Filmregie. Ludwig Spitaler war Produktionsleiter.
Der von Trashspezialist Wolf C. Hartwig produzierte Film ist stark beeinflusst von den US-amerikanischen Horrorfilmen der 40er (z. B. Der Wolfsmensch) und 50er Jahre (z. B. Formicula, Tarantula und andere Jack-Arnold-Inszenierungen), die von den Universal Studios hergestellt wurden. Bezeichnenderweise holte man für die männlichen Hauptrollen B-Schauspieler aus Hollywood (Alex D’Arcy, Harald Maresch), während man die Rollen der gut gebauten Tänzerinnen mit bis zu diesem Zeitpunkt namenlosen, deutschen Nachwuchsdarstellerinnen besetzte. Von ihnen hat es später lediglich die zu diesem Zeitpunkt knapp 19-jährige Barbara Valentin zu Ruhm gebracht. Wenige Monate zuvor hatte Valentin ihr Filmdebüt in einer anderen Hartwig-Horrorfilmproduktion gegeben, Die Nackte und der Satan. In einer Szene von Ein Toter hing im Netz liefert sie sich mit ihrer Filmpartnerin Gerry Sammer einen ebenfalls dem klassischen Hollywood-Trashfilm entlehnten Catfight. Hartwigs spätere Ehefrau Dorothee Parker gab hier, damals noch als Dorothee Glöcklen, ihren Einstand im Kinofilm. Sie spielt die in den Abgrund stürzende Gladys.

## Kritik
Zur Zeit der Uraufführung reagierte die katholische Filmkritik fassungslos bis angewidert. In Filme 1959/61 heißt es: Horror plus „Sex“. Ein nicht mehr zu unterbietendes Schundprodukt.
Drei Jahrzehnte später sah man dort die Lage wesentlich entspannter und reflektierter. Im Lexikon des Internationalen Films heißt es: Die naive Fabel vereint Sex- und Horrorelemente zu einem (von der FSK der fünfziger Jahre mit zahlreichen Schnittauflagen bedachten) Film, auf dessen Genrequalitäten die Kritik des In- und Auslands erst sehr viel später aufmerksam wurde.
In tierhorror.de ist Folgendes zu lesen: „Kaum zu glauben, dass dieser in SW gedrehte Film eine deutsche Produktion ist. Hier werden Horrorelemente mit viel Erotik angereichert. Der Film ist nur auf Spaß und trashige Unterhaltung aus, also eigentlich eher ein typisch amerikanisches B-Movie. (…) Als der Film damals rauskam, gab es wegen der Nacktszenen heftige Kritiken, heute kann man darüber nur noch schmunzeln und den Film als harmlos bezeichnen. Die Riesenspinne wirkt bestenfalls wie eine drollige Attrappe, das Monster hingegen ist mit seinen drei spitzen Zähnen und den großen Klauen recht originell.“